# Casa da Parra
A Casa da Parra é um edifício barroco situado no centro histórico de Santiago de Compostela, Galiza, Espanha, na zona alta (lado norte) da Praça de Quintana (chamada Quinta dos vivos), junto à catedral. Atualmente funciona como sala de exposições de artistas galegos.

## Descrição
O edifício foi construído em 1683 e é da autoria do arquiteto galego Domingo de Andrade. As paredes são de silhar de granito e é coberto por um telhado de telha. Tem três pisos, sendo o último deles (segundo andar, adicionado no século XX) rematado por uma balaustrada e varanda. Destaca-se pela riqueza da ornamentação, nomeadamente pelas oito gárgulas na cornija, métopas, mísulas, a janela do primeiro andar e pelos ramos de parreira com uvas esculpidos em relevo nas ombreiras da porta principal, que lhe dão o nome. A grande chaminé cúbica é uma das mais emblemáticas da cidade.